# 토니 시우바
토니 브리투 시우바 사(포르투갈어: Toni Brito Silva Sá, 1993년 9월 15일 ~ )는 카자흐스탄 프리미어리그의 FC 아크수와 기니비사우 국가대표팀에서 윙어로 활약하고 있는 기니비사우의 프로 축구 선수이다.

## 구단 경력

### 초기 경력
시우바는 2007년 헤알 SC 유소년 아카데미에서 선수 생활을 시작했고, 한 시즌 후 벤피카의 주니어 팀에 합류했다. 그는 2008년과 2009년 사이에 첼시 리저브에서 잠시 활동하기 전까지 주니어 팀에서 7경기에 출전했다. 그리고 나서 그는 2011년에 프로 계약을 맺기 전까지 리저브와 함께 리버풀에 합류했다.

### CSKA 소피아
2013년 12월 17일, 시우바는 불가리아의 CSKA 소피아와 6개월 계약을 맺었다. 그는 2014년 2월 24일, 라주르 경기장에서 열린 체르노모레츠 부르가스와의 리그 데뷔 전에서 골을 기록하며 2-1 승리를 이끌었고, 교체 투입되어 72분에 선제골을 넣었다. 일주일 후, 시우바는 슬라비아 소피아와의 안방 경기에서 2번째 골을 넣으며 3-0 승리를 이끌었다. 클럽에서의 환상적인 출발 이후, 2014년 3월 7일, CSKA와의 계약은 2017년 6월까지 연장되었다. 시우바는 2013-14 시즌을 15경기 3골로 마무리했다.

### 토볼
2021년 2월 18일 FC 토볼은 시우바의 영입을 발표했다. 그는 2021년 카자흐스탄 프리미어리그와 2021년 카자흐스탄 슈퍼컵에서 클럽이 슈퍼컵 첫 우승을 차지하는 데 도움을 주었다.

## 국가대표팀 경력
시우바는 기니비사우에서 태어났지만 어린 시절 포르투갈로 이주했다. 그는 포르투갈 U-17과 포르투갈 U-18에서 뛰었지만, 결국 기니비사우로 이적했고 2016년 6월 4일 잠비아와의 2017년 아프리카 네이션스컵 예선 전에서 데뷔골을 넣었다.